# Spremembe na področju poklicev
Spremembe v poslovnih modelih bodo imele močan vpliv na zaposlovanje v prihodnjih letih. Mnogi glavni dejavniki, ki trenutno spreminjajo globalne industrije, bodo imeli pomemben vpliv tudi na delo – od pojavljanja novih delovnih mest, selitve delovnih mest, povečane produktivnosti delovne sile do povečanja razlik v sposobnostih. V mnogih industrijah in državah trenutno najbolj iskane zaposlitve pred 10 ali celo 5 leti še niso obstajale. Po eni oceni naj bi se 65 % otrok, ki danes vstopajo v osnovno šolo, zaposlilo na delovnih mestih, ki še sploh ne obstajajo. V takšnem okolju je sposobnost pričakovanja in priprave na prihodnje potrebe v industriji kritična za podjetja, vlade in posameznike, da bi le-ti izkoristili potenciale. 
Raziskovanje trenutnih trendov je pomembno za izboljšanje znanja o potrebnih sposobnostih, vzorcih rekrutiranja in poklicnih potrebah v prihodnosti. Prav tako je to pomembno za povezovanje med vlado, izobraževalnim sistemom, zaposlovalci, delavci in trenerji, s čimer bi se ti bolje pripravili na spremembe četrte industrijske revolucije. 

## Dejavniki sprememb
Trenutno smo na prehodu v četrto industrijsko revolucijo. Področja kot so umetna inteligenca, strojno učenje, robotika, nanotehnologija, 3D tiskanje, genetika in biotehnologija, ki so bila v preteklosti ločena, se danes povezujejo in med seboj izboljšujejo. Poleg tehnoloških sprememb bodo imele pomemben vpliv tudi socio-ekonomske, geopolitične in demografske spremembe. Spremembe na teh področjih in interakcije med njimi bodo generirale nove kategorije služb in poklicev ter ob tem delno ali v celoti izbrisale ostale. Spremenile bodo potrebni set sposobnosti v novih in starih poklicih in v večini industrij ter način kako in kje ljudje delajo. To bo privedlo do potrebe po spremembah na področju upravljanja in regulacije. Trenutno je debata o teh spremembah razdeljena na tiste, ki vidijo brezmejno število novih priložnosti, in tiste, ki vidijo ogromno izgubljenih služb. Realnost je verjetno specifična za posamezne industrije, regije in poklice ter odvisna od zmožnosti uspešne prilagoditve le-teh na spremembe. 

### Demografski in socio-ekonomski dejavniki
Dejavnika z največ vpliva sta spremembe delovnega okolja in pojav fleksibilnosti dela. Nove tehnologije namreč omogočajo invoacije na področju delovnega mesta (npr. oddaljeno delo, sodelanje, videokonference). Poleg tega je vedno manj zaposlenih za polni delovni čas in ima vedno manj fiksnih zadolžitev. Podjetja iščejo sodelavce v drugih državah, pri čemer je vedno več pogodb sklenjenih samo za specifične projekte. 
Po vplivu na spremembe nato sledijo vzpon srednjega razreda na rastočih trgih (svetovni ekonomski center se nagiba proti rastočemu svetu, torej Aziji), podnebne spremembe, količina naravnih virov in prehod v zeleno ekonomijo (podnebne spremembe in želja po prehodu v zeleno ekonomijo sta gonilo inovacij, zaradi ekonomske rasti pa se povečuje potreba po naravnih virih in izkoriščanju le-teh), povečana geopolitična nestabilnost (stanje se nenehno spominja, poleg tega pa se morajo naftna, plinska, transportna in turistična industrija prilagajati na globalnost trgov in povečano mobilnost ljudi) ter skrb potrošnikov glede etičnosti in zasebnosti (potrošniki so vedno bolj ozaveščeni o skrbi za dobrobit živali, standardih delovnih pogojev, etičnem trgovanju, ogljičnem odtisu ter varovanju podatkov in zasebnosti na internetu). Poleg našteti pa imajo manjši vpliv še daljšanje življenjske dobe, več mladih na rastočih trgih, porast aspiracij žensk in njihove ekonomske moči ter hitra urbanizacija. 

### Tehnološki dejavniki
Najvplivnejša dejavnika sta razvoj mobilnega interneta in računalništva v oblaku ter napredek v moči procesiranja in analiziranje velepodatkov (ang. big data).  Razvoj mobilnega interneta in račnualništva v oblaku omogoča podjetjem in javnemu sektorju razvoj aplikacij, zaradi katerih so njihove storitve učinkovitejše in dostopnejše ter s tem produktivnejše. Poleg tega je dostop do takšnih aplikacij možen brez oz. z minimalno lokalne programske opreme, kar omogoča hitro širitev internetnih storitev. Napredek v moči procesiranja in analiziranje velepodatkov bo pripomoglo analizi, osmišljenju in uporabi ogromnega števila podatkov, ki jih dobimo z različnimi tehnološkimi inovacijami. S tem se bo lahko realiziral potencial tehnološkega napredka. 
Po velikosti vpliva nato sledijo novi viri energije in nove tehnologije. Razvoj in uporaba obnovljivih virov energije bo prineslo spremembe na geopolitičnem in okoljskem področju, ter pa vplivajo na spremembe na področju poklicev. Med manjšimi tehnološkimi dejavniki so še pojav interneta stvari, ki zajema ogromno podatkov ter tako omogoča oblikovanje novih vzorcev in sistemov), razvoj crowsourcinga in peer-to-peer platform zaradi katerih upada potreba po velikih organizacijah, napredna robotika in avtonomni transport, ki manjša potrebo po človeški delovni sili v proizvodnji, nekaterih storitvah (npr. čiščenje, vzdrževanje) in transportu, razvoj umetne inteligence in strojnega učenja, ki omogoča avtomatizacijo nalog, vezanih na znanje, napredna proizvodnja in 3D tisk ter razvoj biotehnologije in s tem razvoj novih materialov, sintetičnih molekul in novih odkritij v genetiki. 

## Trendi v zaposlovanju
Napovedi za zaposlitvene trende se razlikujejo glede na industrijo in regijo. V povprečju lahko pričakujemo negativen efekt umetne inteligence, a ne v takšni meri, da bi ta vodil do razširjenega družbenega obrata (vsaj do leta 2020). V nasprotju s tem pa bi naj analiza velepodatkov, mobilni internet, internet stvari in robotika prinesli pozitivne spremembe na področju ustvarjanja novih delovnih mest. Največji pričakovan vpliv na ustvarjanje novih zaposlitev imajo demografski in socio-ekonomski dejavniki, še posebej povečanje števila mladih in povečanje srednjega razreda na rastočih trgih ter rast aspiracij in ekonomske moči žensk. Ponovno je potrebno poudariti, da se velikost vpliva posameznih dejavnikov razlikuje glede na področje delovnih mest in zaposlitev. 
Visoka zaposlitvena rast je pričakovana predvsem v arhitekturi, inženirstvu, računalništvu in matematiki. Na drugi strani je pričakovan zmeren upad v izdelavi in proizvodnji ter pomemben upad v pisarniških in administrativnih delih. Vzrok za upad v izdelavi in proizvodnji je v tehnologiji, ki zamenjuje človeško delovno silo, 3D tisku, uporabi trajnostnih materialov in produktov, manjšemu povpraševanju v starajočih družbah in grožnjah globalnim dobavnim verigam zaradi geopolitične nestabilnosti. 3D tisk, učinkovita in trajnostna proizvodnja ter robotika so pomembna gonila zaposlitvene rasti v arhitekturi in inženirstvu, predvsem zaradi rastoče potrebe po izobraženih tehnikih in strokovnjakih za izdelavo in upravljanje naprednih, avtomatiziranih proizvodnih sistemov. To bo področje izdelave in proizvodnje vodilo v visokosofisticiran sektor, v katerem bo veliko povpraševanje po visokoizobraženih inženirjih. Delovna mesta povezana z inštalacijo, vzdrževanjem in gradnjo, bodo v porastu zaradi porasti v inštalaciji, popravljanju in vzdrževanju pametnih merilnikov ter razširjanju obnovljivih energijskih tehnologij v infrastrukturi. Učinek potrebe po učinkovitosti in nadomeščanju človeške delovne sile bo deloval v nasprotno smer. Na področju prodaje lahko pričakujemo zmanjšanje potrebe po tradicionalnih delovnih mestih zaradi avtomatizacije procesov s pomočjo senzorjev in različnih aplikacij ter zaradi zavedanja o etični in zeleni potrošnji. Priložnost v tej panogi se odpira na področju svetovanja o eko produktih in področju spletnega nakupovanja, kjer bo pomembna uporaba analiz velepodatkov, pridobivanje informacij o potrebah in preferencah kupcev ter ustvarjanje personalizirane nakupovalne izkušnje na podlagi pridobljenih podatkov. Na področju podjetništva, financ in upravljanja ne bo večjih sprememb. Na ta področja vpliva širok spekter različnih dejavnikov, ki pa se med seboj izničujejo. Vsekakor pa se kaže potreba po nadgradnji potrebnih sposobnosti in sprememb v teh panogah v prihodnjih letih. Visoka zaposlitvena rast na področju računalništva in matematike je posledica hitre urbanizacije v razvijajočih se državah, pa tudi geopolitična nestabilnost in vprašanje zasebnosti, zaradi katerih podjetja iz vseh panog iščejo strokovnjake za aplikacijo velepodatkovnih analiz ter vizualizacijo podatkov. Največji upad zaposlovanja bo v pisarniških in administrativnih delih. To bo posledica tehnoloških trendov, velepodatkov in interneta stvari, ki jih bodo naredili nepotrebna. Poleg tega bodo na to vplivale tudi podnebne spremembe, učinkovita poraba virov in fleksibilnost delovnega okolja. Umetna inteligenca in strojno učenje bi naj imelo v primerjavi z ostalimi relativno majhen vpliv na spremembe v zaposlovanju. Imelo bo sicer negativen vpliv na področjih izobraževanja, sodstva, podjetništva in financ, a po predvidevanjih to vsaj do leta 2020 ne bo dovolj razvito, da bi bistveno vplivalo na zaposlovanje. 

### Novi poklici in poklici v porastu
Med novimi poklici bodo najpomembnejši analitiki za velepodatke in strokovnjaki na področju prodaje. Slednji bodo pomembni zato, da bodo podjetja svoje nove, inovativne izdelke znale predstaviti partnerjem in novim ciljnim skupinam. Med druge pomembne poklice spadajo strokovnjaki za človeške vire in za razvoj organizacije, inženirski strokovnjaki za materiale, biokemikalije, nanotehnologijo in robotiko, strokovnjaki za regulacije in odnose z vlado ter komercialni in industrijski oblikovalci. Pomembno vlogo bodo imele tudi vodje, ki bodo podjetja vodila skoz prehod v 4. tehnološko revolucijo. Upad zaposlovanja in pomembnosti pa lahko pričakujemo na področjih infrastrukture, energetike, financ, informacijsko-komunikacijske tehnologije, administrativnih del in pomoči uporabnikom. 